# Pitcairn
Pitcairn este insula principală (4,5 km²) din grupul de Insule Pitcairn (engl.: Pitcairn Islands Group) care sunt situate în Pacific la ca. 5.500 km de Noua Zeelandă și America de Sud. Ea este singura care este locuită de om. Celelate insule ca:  Oeno, Henderson și atolul Ducie sunt mai mici.
Insula Pitcairn a fost descoperită la data de  2. iulie 1767 de cadetul englez Robert Pitcairn și din anul 1838 devine colonie britanică. Locuitorii insulei sunt în cea mai mare parte urmașii matrozilor care s-au revoltat în anul 1787 pe corabia Bounty. Aceștia au întemeiat așezarea Adamstown au avut copii cu femei din Polinezia, legea cu drepturile femeii a fost și aici introdusă în anul 1838.